# Мисайлово (Орловская область)
Мисайлово — село в Колпнянском районе Орловской области России. 
Входит в Краснянское сельское поселение в рамках организации местного самоуправления и в Краснянский сельсовет в рамках административно-территориального устройства.

## География
Расположено в 20 км к северо-западу от райцентра, посёлка городского типа Колпна, и в 90 км к юго-востоку от центра города Орёл.

## Население
| 2002 | 2010 |
| ---- | ---- |
| 290  | ↘196 |

Согласно результатам переписи 2002 года, в национальной структуре населения русские составляли 98 % от жителей.